# Young European Research Universities Network
Young European Research Universities Network (YERUN) est une association à but non lucratif qui rassemble de jeunes universités européennes axées sur la recherche. 

## Histoire
Le YERUN a été créé à Dublin le 30 avril 2015. Aujourd'hui, le siège de l'association est situé à Bruxelles, en Belgique.

## Organisation
Le réseau est géré par l'assemblée des recteurs, des vice-chanceliers et des présidents respectifs des universités membres. L'assemblée élit un bureau exécutif qui comprend un président et un secrétaire. Le président actuel est Bernd Scholz-Reiter (Université de Brême) depuis le 1er octobre 2019,.
Le réseau vise à une collaboration stratégique entre les jeunes universités européennes pour façonner les futures politiques éducatives et à accroître la mobilité des étudiants, des chercheurs et du personnel administratif parmi ses institutions membres,.

## Universités membres
YERUN représente 22 universités de 15 pays européens, :
| Pays        | Institutions                                                                       |
| ----------- | ---------------------------------------------------------------------------------- |
| Allemagne   | Université de Brême Université de Constance Université de Potsdam Université d'Ulm |
| Autriche    | Université de Klagenfurt                                                           |
| Belgique    | Université d'Anvers                                                                |
| Chypre      | Université de Chypre                                                               |
| Croatie     | Université de Rijeka                                                               |
| Danemark    | Université du Danemark du Sud                                                      |
| Espagne     | Université autonome de Madrid Université Charles III de Madrid                     |
| Finlande    | Université de l'Est de la Finlande                                                 |
| France      | Université Paris-Dauphine                                                          |
| Irlande     | Université de Limerick                                                             |
| Italie      | Université de Rome Tor Vergata                                                     |
| Norvège     | Universitetet i Sørøst-Norge Université de Tromsø                                  |
| Pays-Bas    | Université de Maastricht                                                           |
| Portugal    | Université NOVA de Lisbonne                                                        |
| Royaume-Uni | Université Brunel Université de l'Essex Université de Stirling                     |